# Pagodulina sparsa
Pagodula sparsa, auch Gedrungene Pagodenschnecke ist eine Schneckenart aus der Familie der Fässchenschnecken (Orculidae), die zur Unterordnung der Landlungenschnecken (Stylommatophora) gerechnet wird.

## Merkmale
Das eiförmige Gehäuse ist 2,5 bis 3 mm hoch und 1,9 bis 2 mm breit (3,2 bis 3,5 mm hoch und 1,8 bis 1,9 mm breit). Es hat etwa acht Windungen. Die letzte Windung steigt fast bis an die Naht der vorhergehenden Windung an. Der Anstieg der letzten Windung ist allerdings etwas variabel. Die Oberfläche zeigt vergleichsweise weitstehende lamellenähnliche Rippen, etwa sechs oder sieben Rippen kommen auf einen Millimeter (auf der vorletzten Windung). Der Abstand kann zur Mündung hin noch etwas weiter werden. Die Mündung ist gerundet viereckig, steht allerdings etwas schief. Die Gaumenfalte steht vergleichsweise schräg in der Mündung. Eine Parietalis fehlt.

### Ähnliche Arten
Die Gaumenfalte steht bei Pagodulina schiefer als bei Pagodulina pagodula und ist etwas deutlicher ausgeprägt; außerdem sitzt das innere Ende der Gaumenfalte etwas tiefer.

## Geographische Verbreitung und Lebensraum
Das Verbreitungsgebiet der Art erstreckt sich von Österreich (Tirol, Steiermark, Kärnten), Nordostitalien, über Slowenien nach Kroatien, Bosnien und Herzegowina und Mazedonien. Außerhalb dieses Gebietes gibt es isolierte Vorkommen auf den griechischen Inseln Korfu, Andros, Karpathos und Naxos sowie in der Westtürkei.
Sie lebt dort in der Bodenstreu feuchter Wälder auf kalkigem Untergrund, besonders in Karstregionen. Sie kommt von Meeresspiegelhöhe bis in 1800 m Höhe vor.

## Taxonomie
Das Taxon wurde im Grunde schon von Carl Agardh Westerlund 1887 als Pupa pagodula var. obliqua erstmals beschrieben. Der Name ist jedoch durch Pupa obliqua Nevill, 1880 präokkupiert und wurde deshalb 1924 von Henry Augustus Pilsbry durch den neuen Namen Pagodulina pagodula sparsa ersetzt. Typlokalität ist Malborghetto Valbruna („Malborgeth“) in der Provinz Udine, Nordostitalien. Das Taxon wird heute allgemein als eigenständige Art bewertet. Pilsbry stellte auch Exemplare aus den französischen Seealpen zur (damaligen) Unterart Pagodulina pagodula sparsa. Die von Pilsbry angegebenen Gehäusemaße für Pagodulina pagodula sparsa sind durchweg höher und etwas schmaler als die von Westerlund und Welter Schultes angegebenen Gehäusemaße. Möglicherweise beruhen sie auf den heute nicht mehr zur Art gerechneten Exemplaren aus Südfrankreich. Auch die von Pilsbry angegebenen Maße der Exemplare von Rakakerwald differieren von den Angaben bei Welter Schultes, der ebenfalls im Rakaker Wald gesammelt hatte.
Nach Welter Schultes ist Pagodulina klemmi ein jüngeres Synonym von Pagodulina sparsa. Die Fauna Europaea führt dieses Taxon jedoch als eigenständige Art.

## Gefährdung
In Kärnten steht Pagodulina sparsa auf der Vorwarnstufe. Insgesamt betrachtet ist die Art jedoch nicht gefährdet.

## Belege

### Online
- AnimalBase – Pagodulina sparsa Pilsbry, 1924